# العلاقات المالديفية المارشالية
العلاقات المالديفية المارشالية هي العلاقات الثنائية التي تجمع بين المالديف وجزر مارشال.

## مقارنة بين البلدين
هذه مقارنة عامة ومرجعية للدولتين:
| وجه المقارنة                                              | [[تصنيف:صفحات تستخدم رمز علم غير موجود\|]] المالديف | جزر مارشال                     |
| --------------------------------------------------------- | --------------------------------------------------- | ------------------------------ |
| المساحة (كم2)                                             | 298                                                 | 181                            |
| عدد السكان (نسمة)                                         | 436.33 ألف                                          | 53.13 ألف                      |
| الكثافة السكانية (ن./كم²)                                 | 146.42 ألف                                          | 29.35 ألف                      |
| العاصمة                                                   | ماليه                                               | ماجورو                         |
| اللغة الرسمية                                             | اللغة الديفهي                                       | لغة إنجليزية، اللغة المارشالية |
| العملة                                                    | روفيه مالديفية                                      | دولار أمريكي                   |
| الناتج المحلي الإجمالي (بليون دولار)                      | 4.60 مليار                                          | 199.40 مليون                   |
| الناتج المحلي الإجمالي (تعادل القوة الشرائية) بليون دولار | 5.23 مليار                                          | 207.25 مليون                   |
| الناتج المحلي الإجمالي الاسمي للفرد دولار أمريكي          | 8.39 ألف                                            | 3.38 ألف                       |
| الناتج المحلي الإجمالي للفرد دولار أمريكي                 | 12.53 ألف                                           | 3.80 ألف                       |
| مؤشر التنمية البشرية                                      | 0.706                                               |                                |
| رمز المكالمات الدولي                                      | +960                                                | +692                           |
| رمز الإنترنت                                              | .mv                                                 | .mh                            |
| المنطقة الزمنية                                           | ت ع م+05:00                                         | ت ع م+12:00                    |

## منظمات دولية مشتركة
يشترك البلدان في عضوية مجموعة من المنظمات الدولية، منها:
| علم المنظمة | اسم المنظمة                   | تاريخ انضمام المالديف | تاريخ انضمام جزر مارشال |
| ----------- | ----------------------------- | --------------------- | ----------------------- |
|             | تحالف الدول الجزرية الصغيرة   | ?                     | ?                       |
|             | البنك الدولي للإنشاء والتعمير | 13 يناير 1978         | 21 مايو 1992            |
|             | بنك التنمية الآسيوي           | 1978                  | 1990                    |
|             | يونسكو                        | 18 يوليو 1980         | 30 يونيو 1995           |
|             | الاتحاد الدولي للاتصالات      | 28 فبراير 1967        | 22 فبراير 1996          |
|             | مؤسسة التمويل الدولية         | 2 فبراير 1983         | 23 سبتمبر 1992          |
|             | منظمة الشرطة الجنائية الدولية | ?                     | ?                       |
|             | الأمم المتحدة                 | 21 سبتمبر 1965        | 17 سبتمبر 1991          |
|             | مؤسسة التنمية الدولية         | 13 يناير 1978         | 19 يناير 1993           |
|             | منظمة حظر الأسلحة الكيميائية  | ?                     | ?                       |

## وصلات خارجية
- موقع وزارة الخارجية المالديفية